# 조림 (활동)
조림(造林)은 나무를 심거나 씨를 뿌리는 등 인위적인 방법으로 숲을 조성하는 것, 또는 기존의 숲을 손질하거나 다시 살리는 것이다. 조림활동(造林活動)은 나무나 다른 식생이 없는 나지에 나무를 심는 것을 말한다. 많은 정부와 비정부기구는 숲을 복원하고 이산화탄소의 포집과 제거를 위해 숲을 복원하는 데에 많은 관심을 가지고 있다. 영국에서는, 조림활동이 어떤 땅을 합법적으로 왕실 점유 숲으로 바꾸는 것을 뜻할 때도 있다. 녹화사업(綠化事業)은 국가, 또는 기업 차원에서 산지 등에 숲을 조성하는 것을 말한다.

## 국가별 조림 활동

### 대한민국
대한민국에서는 박정희 전 대통령의 주도로 3차에 이르는 치산녹화 10개년 계획, 산림기본계획(1973년~1997년)을 세우고 30여 년 동안 1백억 그루가 넘는 나무를 심어 국토의 65% 이상을 산림으로 채워 개발도상국으로서는 유례를 찾기 힘든 조림 정책으로 평가받고 있다.
1962년 이후 2010년까지 한국에 인공적으로 만들어진 산림의 면적은 4백 23만 헥타르이고 나무의 수는 1백 8억 그루이다. 한국의 산의 대표적인 특징으로 여겨지던 붉은 산은 거의 찾을 수 없게 되었다. 조림사업의 초기에는 아까시, 리기다, 상수리나무 등을 심었는데 경제성이 떨어진다고 평가받고 있다. 한국의 산림청은 수종 개선사업을 진행하고 있는데, 첫 번째 대상은 리기다 소나무이다. 리기다 소나무 숲은 44만 1천 헥타르에 이르는데, 척박한 땅에서 잘 자란다는 장점이 있지만 경제성이 없기 때문에 백합나무나 리기테다 나무로 수종이 개량되고 있다.
2025년 4월 10일 프랑스 파리에서 열린 제221차 유네스코 집행이사회에서 한국의 산림녹화기록물이 유네스코 세계기록유산에 등재되었다. 이 기록은 민간과 관공의 협력으로 이룬 산림녹화로 6.25 전쟁 이후 황폐해진 국토를 다시 복구하기 위해 정부와 국민 함께 추진한 산림녹화사업의 모든 과정을 담은 자료라는 점에서 높은 평가를 받았다. 법령, 공문서, 사진, 필름 등 총 9,619건으로 구성되어 있다.

### 몽골
국토 전체의 절반이 사막으로 뒤덮어 있고, 나머지 절반의 또다른 반쪽인 25%가 초원 지대를 이루고 있는 몽골 같은 경우, 나무 심기를 매년 내내 추천해달라고 수십여 년 전부터 전개해 왔으나, 국토가 건조하고 추울 정도로 강수량이 사하라 사막의 한랭 버전 격이 되는 고비 사막의 확산 저지 대책, 중국발 미세먼지 해결책 등을 위해 중국, 캐나다, 러시아와 손잡고 녹화사업을 전개하려는 의도가 있는 것으로 보인다. 그리고 국가의 사정으로 어쩔 수 없이 중단되고 있는 녹화사업을 전개하기 위해 몽골에서도 이미 범정부적으로 실시하려는 의도가 있는 것으로 풀이된다.

### 브라질
지난 몇십 년 간과 아직까지도 진행되는 아마존강의 광대한 산림 파괴 때문에, 아마존 강에서의 작은 조림활동은 매우 하찮은 것에 불과하다.

## 같이 보기
- 녹화 (조원술)